# Joachim Krüger (Antiquar)
Joachim Krüger (* 10. Oktober 1910 in Wust, Jerichow II; † nach 1961), auch Joachim Krüger-Riebow, war ein deutscher Musikalienhändler, Antiquar, Bücherdieb und mutmaßlich Agent der Organisation Gehlen.

## Leben
Krüger besuchte in Stendal das Gymnasium bis zur Obersekunda. Er ließ sich zum Musikalienhändler ausbilden und war in Magdeburg und Königsberg tätig. Dort wurde er zu Haftstrafen wegen Diebstahls und Fälschungen verurteilt. 1943 trat er in die Wehrmachts-Spezialeinheit Brandenburg ein. Auf Rhodos geriet Krüger in britische Kriegsgefangenschaft und kam nach Ägypten. Nach seiner Rückkehr nach Deutschland wurde er Mitarbeiter des Rundfunks der DDR und trat in die SED ein.
Bereits kurz nach seinem Wechsel in die Musikabteilung der Berliner Staatsbibliothek wurde er im Jahr 1950 für acht Monate deren Direktor und war in der Lage, wertvolle Autographen, Unikate und andere Rara zu entwenden, die er nach West-Berlin verbrachte und teilweise auch dem Bonner Beethoven-Archiv übergab. Dessen Leiter Joseph Schmidt-Görg nahm etwa die Beethovenschen Konversationshefte entgegen, ohne die Bibliothek in Berlin darüber zu informieren.
Krüger eröffnete zwischenzeitlich das Bayreuther Antiquariat und erwies sich immer wieder systematisch als Bibliotheks-Dieb, so auch in Göttingen. Ihm wurde noch mehrfach der Prozess gemacht und er saß zeit seines Lebens oft im Gefängnis. In den Verhandlungen berief er sich stets auf die Organisation Gehlen, so dass die Untersuchungen vielfach unter Ausschluss der Öffentlichkeit stattfanden.
Über seinen Verbleib nach seiner Haftentlassung am 18. August 1961 oder sein Ableben gibt es keine Informationen.